# Bihari Gellért
Bihari Gellért (Debrecen, 1990. március 13. –) parodista, a Magyar Televízió Mondom a Magamét stand up comedy műsorának 3. helyezettje.

## Karrier
Már ötévesen megszólalt az orrhangon beszélő pap hangján a templomban, ez volt az első utánzása.
15 évesen gimnáziumi tanárait parodizálta, ezután következett az ismert emberek kifigurázása. 2007 és 2008 februárjában részt vett a Maksa Zoltán nevével fémjelzett Amatőr Humorfesztiválon, ahol előadói kategóriában a második helyezést érte el. 2008 októberében meghívást kapott az Esti Showder hasonmásversenyére, ahol Fábry Sándor hangját vette kölcsön. A 2009 decemberében indított Mondom a Magamét című műsorban a harmadik helyezést érte el.